# Gettext
컴퓨팅에서 gettext는 유닉스 계열 컴퓨터 운영 체제의 다국어 프로그램을 작성할 목적으로 흔히 쓰이는 국제화와 지역화(i18n, L10n) 시스템이다. 가장 널리 쓰이는 gettext 구현물은 1995년 GNU 프로젝트가 공개한 GNU gettext이다.

## 역사
gettext는 본래 1990년대 초 썬 마이크로시스템즈가 작성하였다. GNU 프로젝트는 1995년에 이 시스템의 자유 소프트웨어 구현물인 GNU gettext를 공개하였다.

## 동작

### 프로그래밍
소스 코드는 GNU gettext 호출을 사용하기 위해 처음 수정되어 있다. 대부분의 프로그래밍 언어의 경우 이것은 사용자가 gettext 함수 안에서 참조할 문자열을 래핑함으로써 처리된다. 입력 시간을 절약하기 위해, 또 코드의 어수선함을 줄이기 위해 이 함수는 _로 엘리어스 처리되는데, C 코드에서 이것은:
```
printf
(
gettext
(
"My name is %s.
\n
"
),
 
my_name
);

```

다음과 같이 된다:
```
printf
(
_
(
"My name is %s.
\n
"
),
 
my_name
);

```

## 같이 보기
- Poedit